# Новый Кутугун
Новый Кутугун — упразднённая деревня деревня в Черемховском районе Иркутской области России. Входила в состав Черемховского муниципального образования. Упразднена в 2015 г.

## География
Находится примерно в 16 км к северо-востоку от районного центра.

## Население
| 2002 | 2010 | 2011 | 2012 |
| ---- | ---- | ---- | ---- |
| 15   | ↘0   | →0   | →0   |